# Eisenbahn in Südkorea

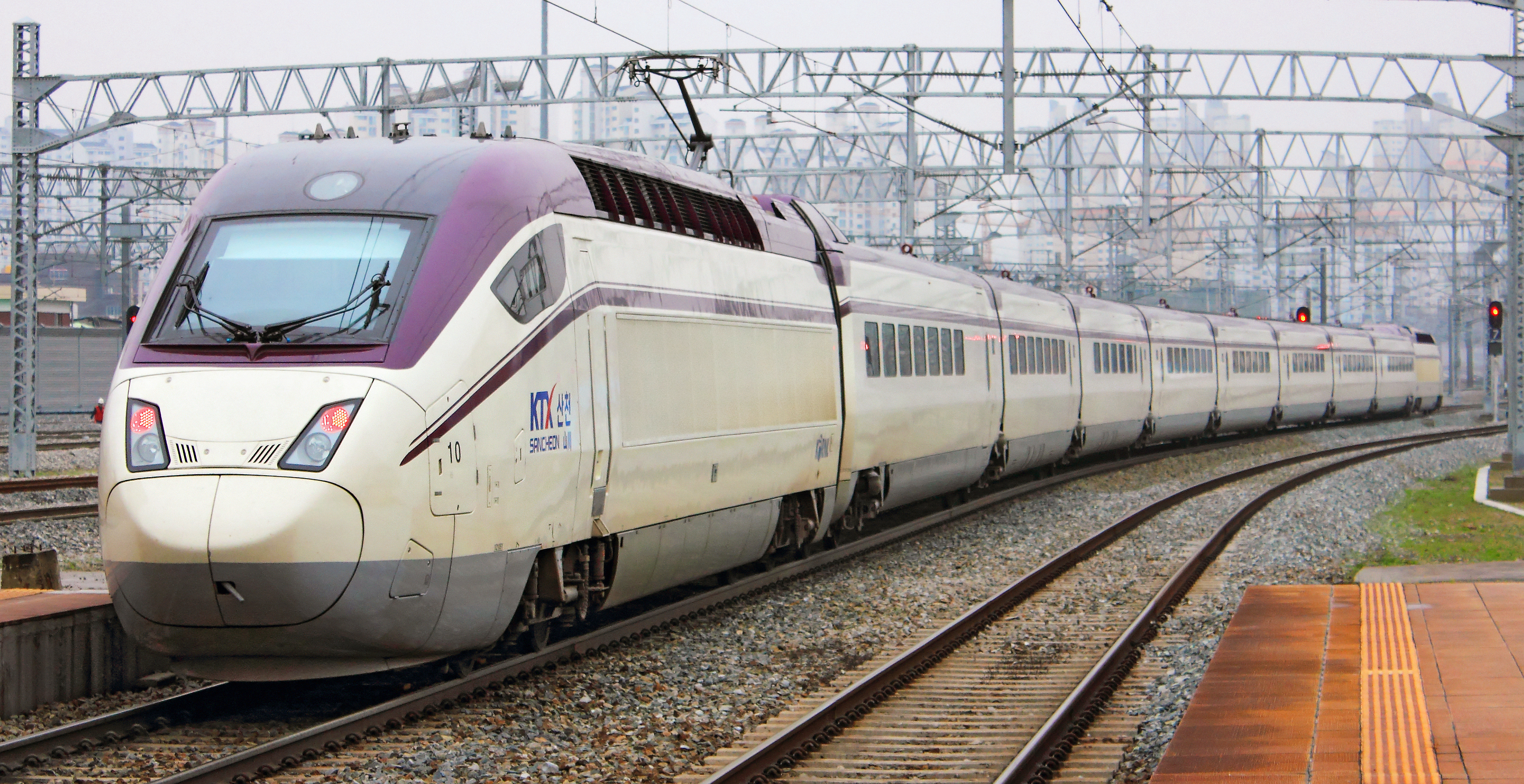
KTX 2-Hochgeschwindigkeitszug

Die Eisenbahn in Südkorea wird als Staatsbahn betrieben, jedoch liegen Bau und Unterhalt der Eisenbahninfrastruktur in Südkorea einerseits und der Fahrbetrieb je bei eigenen Verwaltungen.

## Geschichte

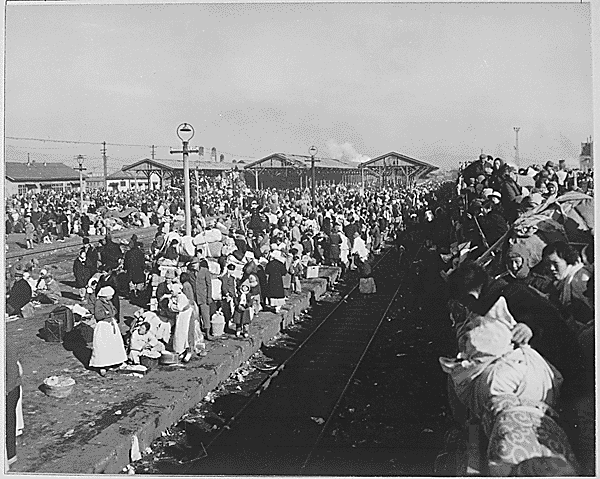
Flüchtlingszug und Flüchtlinge im Bahnhof von Inchon, Koreakrieg 1951

Die erste Bahnstrecke in Korea war das 33 km lange Teilstück zwischen Noryangjin (Seoul) und Jemulpo (Incheon) der Gyeongin-Strecke, die heute Seoul mit Incheon verbindet. Es wurde am 18. September 1899 eröffnet. Für die Zeit vor 1945 siehe den 
Bis in die frühen 1970er Jahre war die Eisenbahn in Südkorea wichtigstes Transportmittel im Fernverkehr. Seitdem verlor die Bahn kontinuierlich gegenüber dem Straßenverkehr an Bedeutung.
1989 wurde entschieden, den Problemen, die das immense Wirtschaftswachstum Koreas seit den 1970er Jahren in der Hauptverkehrsachse des Landes, von Seoul in Richtung Südosten, verursacht hatte, durch den Bau einer Schnellfahrstrecke entgegenzuwirken, die in konventioneller Rad/Schiene-Technik betrieben werden sollte. Ab 1990 gab es dazu konkrete Planungen. Aufgrund der rasanten Entwicklung des Landes musste die Planung fünf Mal überarbeitet werden, bevor sie umgesetzt wurde.
Um dem Bedeutungsverlust des konventionellen Eisenbahnverkehrs entgegenzuwirken, wurde 2003 ein Rahmengesetz zur Entwicklung der Eisenbahn verabschiedet. Darauf aufbauend wurde 2004 ein Gesetz über den Eisenbahnverkehr in Kraft gesetzt. Aufgrund dieses Gesetzes wurden der Bau von Eisenbahnstrecken und deren Betrieb zwei unterschiedlichen Verwaltungen anvertraut. Weiter schuf das Gesetz die Grundlage für einen Plan, um die Eisenbahn zu entwickeln, der 2006 erstmals veröffentlicht wurde und seitdem alle fünf Jahre für die folgenden zehn Jahre fortgeschrieben wird, zuletzt 2021. Dieser Plan sieht Neu- und Ausbau von Strecken im Umfang von 1448 km in 44 Einzelprojekten bis 2030 vor. Ziel ist dann ein Netz von 5341 Streckenkilometern und ein Anteil der Bahn von 17 % am Gesamtverkehrsaufkommen des Landes. Das Investitionsvolumen dafür liegt bei 66 Mrd. Euro (92,1 Billionen Won).
Außerdem wurde massiv in die Bahn investiert, der Neubau von Bahnstrecken – einschließlich Schnellfahrstrecken – vorangetrieben, Strecken elektrifiziert und bisher eingleisige Strecken zweigleisig ausgebaut. Damit nahmen der Personenverkehr und die Zufriedenheit der Fahrgäste zu, die Unfallzahlen dagegen sanken. Seit 2004 gibt es in Korea planmäßigen Hochgeschwindigkeitsverkehr. Nach dessen Einführung stieg das Reisenden-Aufkommen stetig und hatte sich bis Ende 2018 auf 430.000 Reisende pro Tag nahezu verdoppelt.
Umfangreich waren die Maßnahmen, die die Eisenbahn in Südkorea während der COVID-19-Pandemie eingeleitet hat.
Die Ministerkonferenz anlässlich des 50-jährigen Bestehens der Organisation für die Zusammenarbeit der Eisenbahnen (OSShD) fand vom 13. bis 16. Juni 2023 in Busan statt.

## Organisation
Oberste Eisenbahnbehörde ist das Ministerium für Land, Infrastruktur und Verkehr (국토|교통|부 / Ministry of Land, Infrastructure and Transport). Diesem sind die Korea Rail Network Authority (KRNA) als Eisenbahninfrastrukturbehörde und die Korea Railroad Corporation (KORAIL) als Eisenbahnverkehrsbehörde nachgeordnet. Die KRNA hat sich darüber hinaus auch im Ausland beim Eisenbahnbau engagiert. Weiter gibt es seit dem 9. Dezember 2016 einen weiteren Anbieter im Hochgeschwindigkeitsverkehr, SR, der aber nur auf einer Strecke verkehrt.
Wissenschaftliche Begleitung des Eisenbahnverkehrs leisten in Südkorea hauptsächlich das Korea Transport Institute (KOTI) und das Korea Railroad Research Institute (KRRI). KOTI wurde 1986 gegründet und ist hauptsächlich im Bereich der Verkehrsplanung aktiv, während der Schwerpunkt des KRRI bei der technischen Entwicklung von Fahrzeugen und Infrastruktur liegt. Es wurde 1996 gegründet.

## Infrastruktur

### Allgemeine Angaben

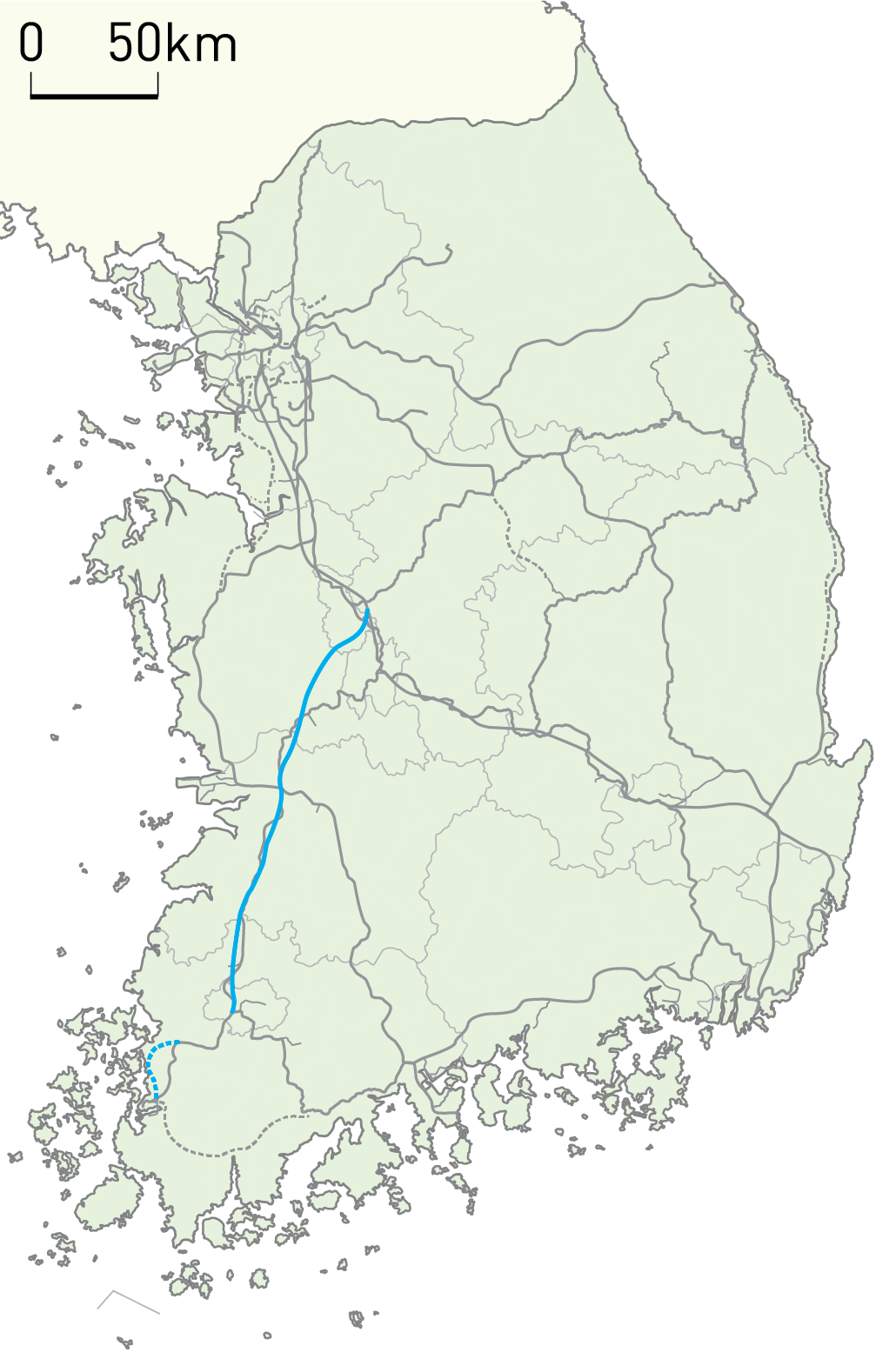
Streckennetz

Das Eisenbahnnetz in Südkorea wurde in Normalspur (1435 mm) errichtet. 2023 hatte es eine Länge von 4018 km. 656 km davon waren Strecken des Hochgeschwindigkeitsverkehrs. Es gibt zwei Arten von Schnellfahrstrecken. Sie werden entweder für eine Höchstgeschwindigkeit von 350 km/h ausgelegt (wobei sie planmäßig aber nur 300 km/h befahren werden). Oder die Strecken werden für eine Höchstgeschwindigkeit von 200 km/h gebaut.
Das Netz ist in 96 Strecken eingeteilt. Davon sind 2574 km zweigleisig. Das Netz weist 349 Bahnhöfe im Personenverkehr und 302 Güterbahnhöfe auf (Stand: April 2018).
Ein wichtiges Projekt ist das GTX-Netz, das den Nahverkehr in der Metropolregion Seoul beschleunigen soll. Etwa die Hälfte der Bevölkerung Südkoreas lebt in deren Bereich. Hier soll – weitgehend unterirdisch – ein neues Netz entstehen, auf dem Züge mit 80 km/h verkehren.

### Hochgeschwindigkeitsstrecken

Hochgeschwindigkeitsnetz in Südkorea

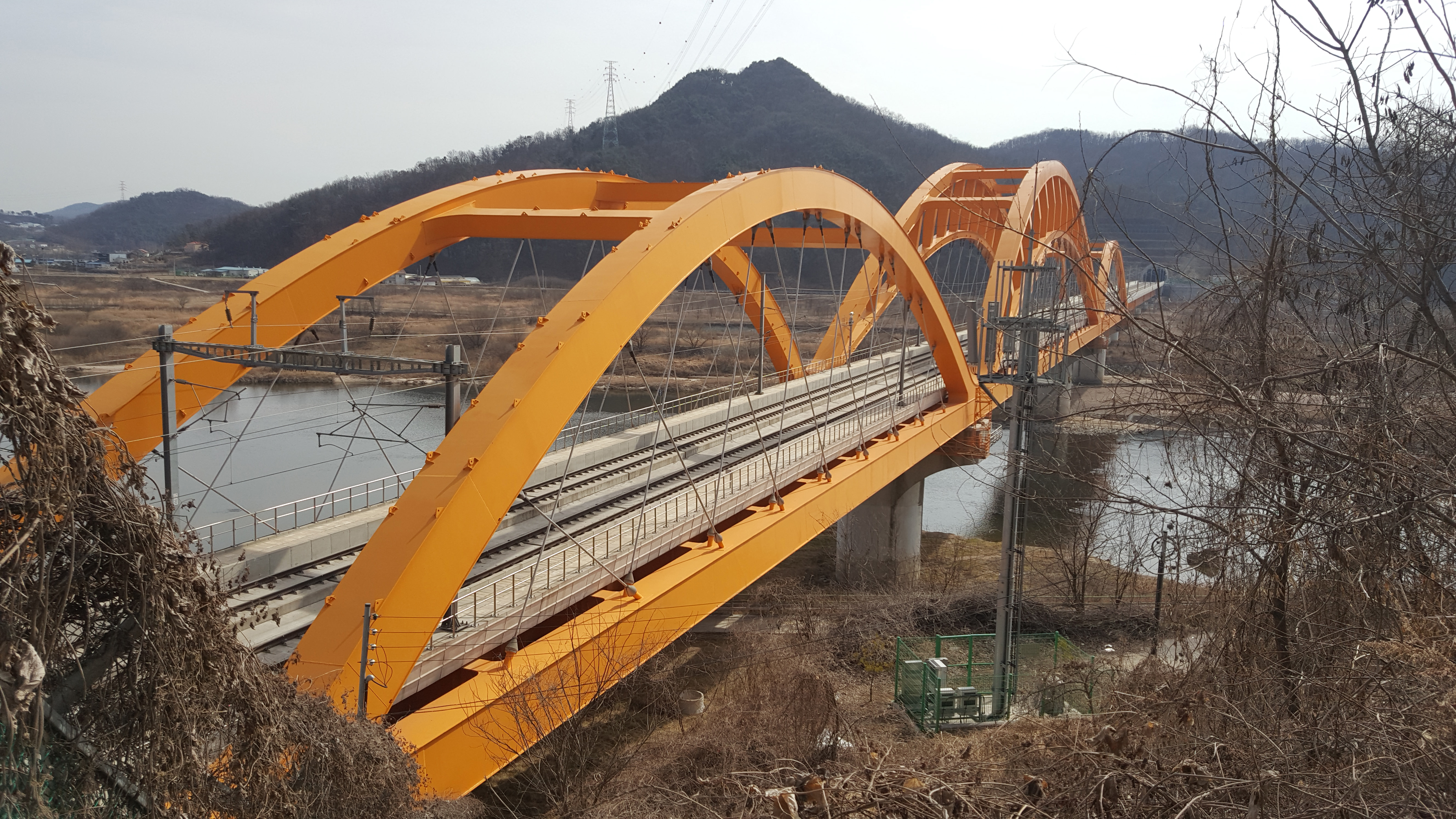
Brücke der Schnellfahrstrecke über den Fluss Geum in Sejong

| Strecke                        | Strecke                                                      | Strecke                                                                                                  | Länge (km) | Inbetriebnahme                  | Vmax (km/h)   | Vmax (km/h) |
| Strecke                        | Strecke                                                      | Strecke                                                                                                  | Länge (km) | Inbetriebnahme                  | Trassierungs- | Betriebs-   |
| ------------------------------ | ------------------------------------------------------------ | --- | ---------- | ------------------------------- | ------------- | ----------- |
| In Betrieb                     |                                                              | |            |                                 |               |             |
| AREX („Flughafen-Eisenbahn“)   | Susaek Abzw. – Bf Flughafen Incheon                          | Susaek Abzw. – Bf Flughafen Incheon                                                                      | 45,3       | 30. Juli 2014                   | 200           | 160         |
| Gyeongui- Hauptstrecke         | Seoul Hbf – Bf Haengsin (– Haengsin Bbf)                     | Seoul Hbf – Bf Haengsin (– Haengsin Bbf)                                                                 | 14,9       | 1. April 2004                   | 90            | 90          |
| SFS Gyeongbu (Neubaustrecke)   | 1. Abschnitt                                                 | Siheung Abzw. – Sindong Abzw.                                                                            | 223,6      | 1. April 2004                   | 350           | 305         |
| SFS Gyeongbu (Neubaustrecke)   | 2. Abschnitt                                                 | Daegu Ostbf – Busan Hbf                                                                                  | 122,8      | 1. November 2010                | 350           | 305         |
| SFS Gyeongbu (Neubaustrecke)   | Städtische Abschnitt                                         | Innenstadt Daejeon: Daejeon Süd Abzw. – Okcheon Abzw. Innenstadt Daegu: Sindong Abzw. – Daegu West Abzw. | 45,3       | 1. August 2015                  | 300           | 300         |
| Gyeongbu- Hauptstrecke         | Nordabschnitt                                                | Seoul Hbf – Daejeon Hbf                                                                                  | 166,3      | 1. April 2004                   | 160           | 160         |
| Gyeongbu- Hauptstrecke         | Südabschnitt                                                 | Daegu Ostbf – Busan Hbf                                                                                  | 115,4      | 1. April 2004                   | 160           | 160         |
| SFS Honam (Neubaustrecke)      | 1. Abschnitt                                                 | Bf Osong – Gwangju Songjeong Bf                                                                          | 182,3      | 2. April 2015                   | 350           | 305         |
| Honam- Hauptstrecke            | Nordabschnitt                                                | Daejeon Rbf – Daejeon Westbf – Iksan Hbf                                                                 | 87,9       | 1. April 2004                   | 160           | 160         |
| Honam- Hauptstrecke            | Südabschnitt                                                 | Gwangju Songjeong Bf – Mokpo Hbf                                                                         | 66,8       | 1. April 2004                   | 180           | 180         |
| Gyeongjeon- Hauptstrecke       | Ostabschnitt                                                 | Mijeon Abzw. – Masan Hbf                                                                                 | 42,0       | 15. Dezember 2010               | 160           | 160         |
| Gyeongjeon- Hauptstrecke       | Westabschnitt                                                | Masan Hbf – Jinju Hbf                                                                                    | 49,3       | 15. Dezember 2012               | 160           | 160         |
| Jeolla- Hauptstrecke           | Ausbaustrecke: Iksan Hbf – Yeosu Expo Bf                     | Ausbaustrecke: Iksan Hbf – Yeosu Expo Bf                                                                 | 180,4      | 5. Oktober 2011                 | 230           | 230         |
| Donghae- Hauptstrecke          | Ausbaustrecke: Geoncheon Abzw. – Pohang Hbf                  | Ausbaustrecke: Geoncheon Abzw. – Pohang Hbf                                                              | 38,4       | 1. April 2015                   | 200           | 200         |
| SFS Suseo–Pyeongtaek           | Neubaustrecke: Bf Suseo (Seoul Südostbf) – Pyeongtaek Abzw.  | Neubaustrecke: Bf Suseo (Seoul Südostbf) – Pyeongtaek Abzw.                                              | 61,1       | 9. Dezember 2016                | 300           | 300         |
| Im Bau                         |                                                              | |            |                                 |               |             |
| Gyeonggang- Hauptstrecke       | Neubaustrecke: Wonju Westbf – Gangjeung Hbf                  | Neubaustrecke: Wonju Westbf – Gangjeung Hbf                                                              | 120,3      | 2017 (geplant)                  | 250           | 250         |
| Jungang- Hauptstrecke          | Ausbaustrecke: Bf Cheongnyangni (Seoul Ostbf) – Wonju Westbf | Ausbaustrecke: Bf Cheongnyangni (Seoul Ostbf) – Wonju Westbf                                             | 86,4       | 2017 (geplant)                  | 160-230       | ?           |
| Geschlossen                    |                                                              | |            |                                 |               |             |
| Gyeongbu- Hauptstrecke         | Mittelabschnitt                                              | Daejeon Hbf – Dongdaegu Hbf                                                                              | 160,0      | 1. Juni 2007 ~ 1. November 2010 | 160           | 160         |
| Honam- Hauptstrecke            | Mittelabschnitt                                              | Iksan Hbf – Gwangju Songjeong Bf                                                                         | 97,8       | 1. April 2004 ~ 1. April 2015   | 180           | 180         |
| Gwangju-Strecke (Nebenstrecke) | Songjeong Abzw. – Gwangju Hbf                                | Songjeong Abzw. – Gwangju Hbf                                                                            | 13,7       | 1. April 2004 ~ 1. April 2015   | 100           | 100         |
| Geplant                        |                                                              | |            |                                 |               |             |
| SFS Honam                      | 2. Abschnitt                                                 | Hp Gomakwon (Abzw.) – Mokpo Hbf                                                                          | ?          | 2019 (geplant)                  | ?             | ?           |

## Verkehr

### Personenverkehr

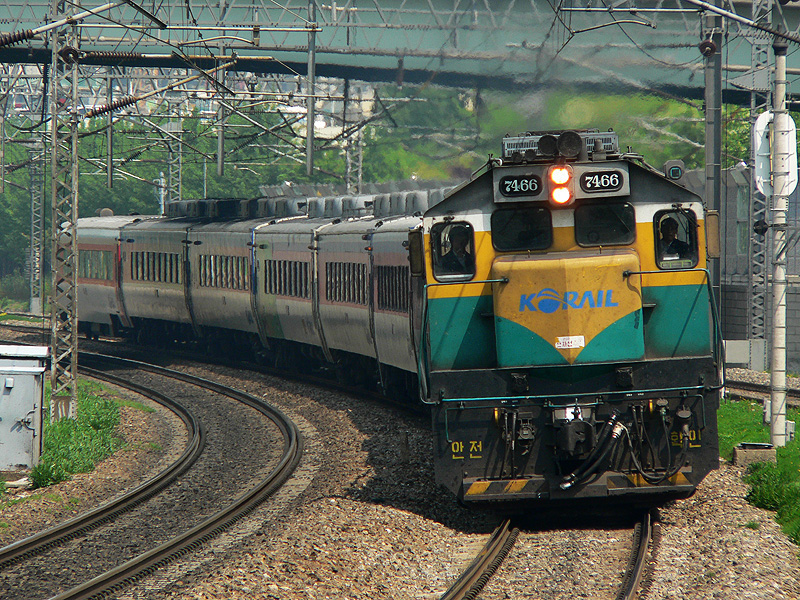
Zug der Kategorie Mugunghwa-ho

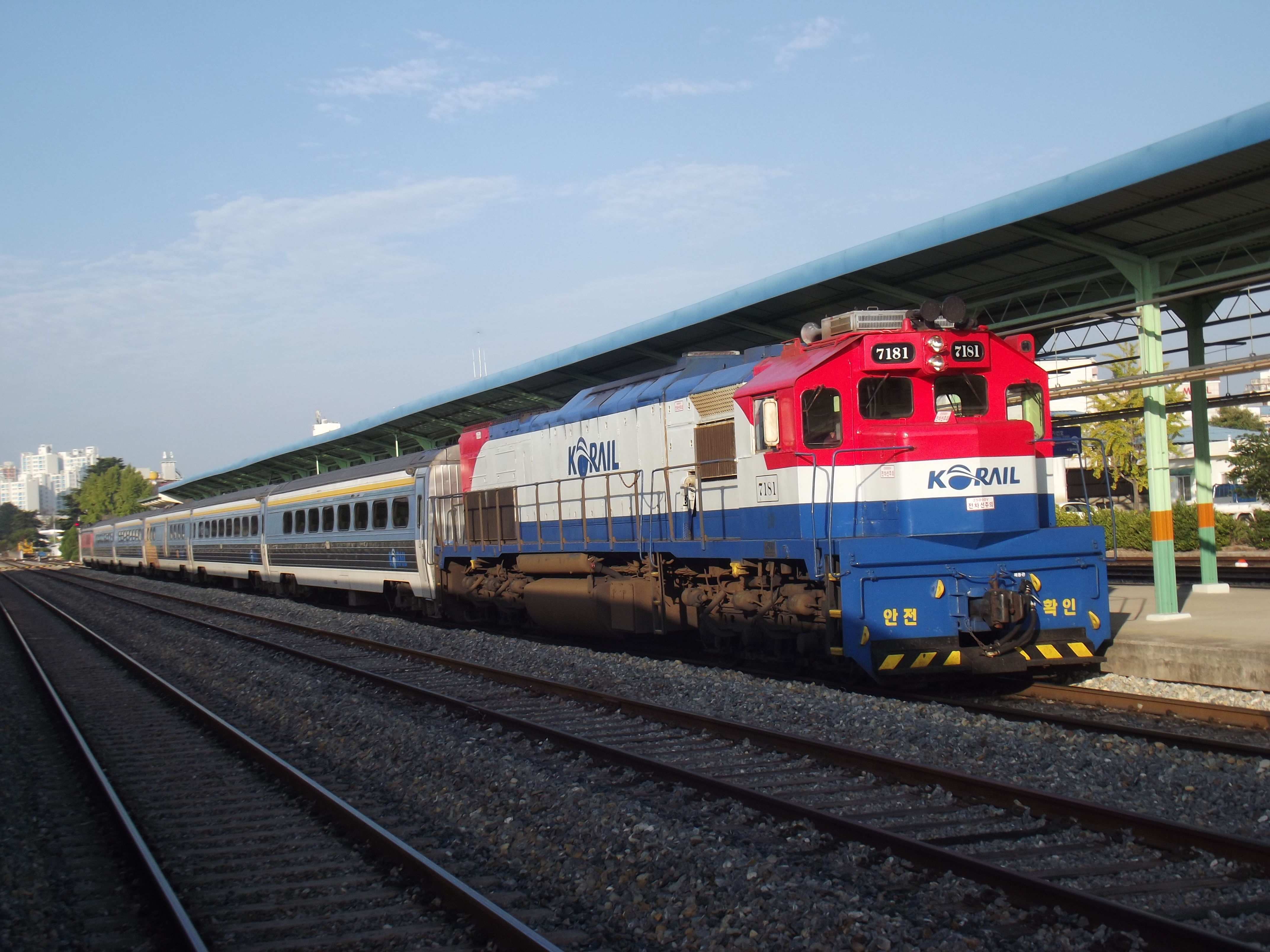
Zug der Kategorie Saemaeul-ho im Bahnhof Andong

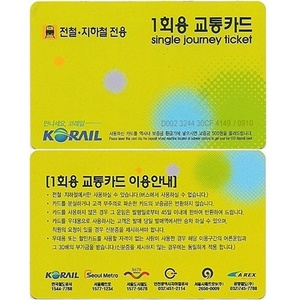
Fahrkarte

Im Personenverkehr gibt es vier Zuggattungen:
- Der Nahverkehr wird durch Tonggeun (통근열차, 通勤列車; Pendelzug) bedient.
- Die nächsthöhere Kategorie ist Mugunghwa (무궁화호, 無窮花號; Sharonrose).
- Seltener halten die Saemaeul-Züge (새마을호, 새마을號; Neue Gemeinde), die mehr Komfort bieten.
- Korea Train Express (KTX), der im Hochgeschwindigkeitsverkehr fährt.[22]

Am 5. Januar 2021 nahm mit dem KTX-Eum die dritte Generation der KTX-Züge den kommerziellen Verkehr auf. Es ist der erste Zug im Personenverkehr weltweit, dessen Zugsicherung auf LTE-R basiert.
2022 zählte die koreanische Bahn 1,16 Mrd. Reisende, davon 88 Mio. im Hochgeschwindigkeitsverkehr bei stetig steigenden Fahrgastzahlen. Die Pünktlichkeitsrate im Hochgeschwindigkeitsverkehr liegt bei 99 %.

### Güterverkehr
Den Höhepunkt im Güterverkehr erreichte die südkoreanische Eisenbahn 1990 mit 58 Mio. t. Anschließend verlor sie wegen des rasanten Ausbaus des Straßennetzes ständig Anteile an den Straßenverkehr. 2020 lag das Transportvolumen bei 26 Mio. t. Ziel ist es, bis 2026 wieder auf ein Transportvolumen von 50 Mio. t zu kommen.

### Internationaler Verkehr
Da Südkorea das äußere Ende der koreanischen Halbinsel einnimmt, ist seine einzige Landgrenze die zu Nordkorea. Aufgrund der politischen Situation ist der Eisenbahnverkehr zwischen beiden Staaten extrem begrenzt: Personenverkehr gibt es nicht. Wenn es die politische Situation zulässt, findet Güterverkehr zwischen Südkorea und der Sonderwirtschaftszone Kaesŏng statt. Darüber hinaus wurde Ende 2018 von der russischen FESCO Transportation Group und der südkoreanischen Hyundai Glovis, die zur Hyundai Motor Group gehört, geprüft, ob zwischen Südkorea und Russland Privilegierter Eisenbahn-Durchgangsverkehr durch Nordkorea möglich ist. Dazu hielt sich ein südkoreanischer Zug mit 28 südkoreanischen Experten 18 Tage lang in Nordkorea auf, um die Eisenbahninfrastruktur darauf zu überprüfen, ob das technisch möglich ist. In einem weiteren Schritt vereinbarten Süd- und Nordkorea einen neuen Grenzübergang bei Goseong. Dazu wird eine neue, 111 km lange Bahnstrecke von Gangneung zum Bahnhof Jejin entlang der Ostküste von Korea gebaut. Die Kosten sollen etwa 2 Mrd. Euro betragen. Angestrebt wird die Inbetriebnahme 2027. Der Bahnhof Jejin liegt in Südkorea, ist aber (theoretisch) bis jetzt nur an das Netz von Nordkorea angeschlossen. Bis auf wenige Versuchsfahrten haben ihn planmäßig auch keine Züge angefahren und es liegen dort keine Gleise.